# Jengen
Jengen is een gemeente in de Duitse deelstaat Beieren, en maakt deel uit van het Landkreis Ostallgäu.
Jengen telt 2.524 inwoners.
Jengen behoort sinds 1978 tot de zogenaamde Verwaltungsgemeinschaft Buchloe, waartoe ook de buurgemeenten Waal en Lamerdingen behoren. Dit gemeentelijke samenwerkingsverband wordt bestuurd vanuit het stadje Buchloe.

## Indeling en bevolkingscijfers van de gemeente
De gemeente bestaat officieel uit 8 Gemeindeteile, waaronder één Einöde, één gehucht (Koneberg) en zes dorpen:
- Jengen 1.211 inwoners
- Beckstetten (ten W. van de spoorlijn) 278
- Eurishofen 150
- Koneberg 44
- Ummenhofen 185
- Weicht 447 (ten W. van de spoorlijn)
- Weinhausen 247.

Totaal gehele gemeente: 2.562 personen. Peildatum 1 maart 2022.
Voor plattegronden van Jengen en de bijbehorende dorpen zie op de website van de gemeente:.

## Geografie en infrastructuur
In het noorden grenst Jengen aan Buchloe, in het oosten aan Waal en in het zuiden aan de kleine gemeentes Oberostendorf, Germaringen en Rieden. Door de gemeente stroomt de Gennach, een 47 km lange, van zuid naar noord stromende, onbevaarbare zijbeek van de Wertach. Door de gemeente loopt de spoorlijn München - Lindau. Het dorpje Beckstetten had als enige in de gemeente vanaf 1847 een stationnetje aan deze lijn, maar dat is omstreeks 1985 wegens een te gering reizigersaanbod opgeheven.
Jengen ligt aan de Bundesstraße 12, 4 km ten zuiden van Buchloe en 2 km ten zuiden van het tot die buurgemeente behorende dorp Lindenberg. Iets ten oosten van dat dorp kruist de B 12 de Autobahn A 96 (afrit 22 Kaufbeuren/Jengen).
Jengen is, voor zover bekend, alleen per openbaar vervoer bereikbaar met de streekbus Kaufbeuren - Jengen - Buchloe v.v.. Deze rijdt alleen op maandag t/m vrijdag overdag in de spitsuren, en 2 x op zaterdag.

## Economie
De gemeente is nog sterk agrarisch getint. Aan de noordwestkant van het dorp Jengen, tegen de B12 aan, ligt een bedrijventerrein voor hoofdzakelijk midden- en kleinbedrijf van niet meer dan regionale betekenis. Het toerisme is van weinig belang.

## Geschiedenis

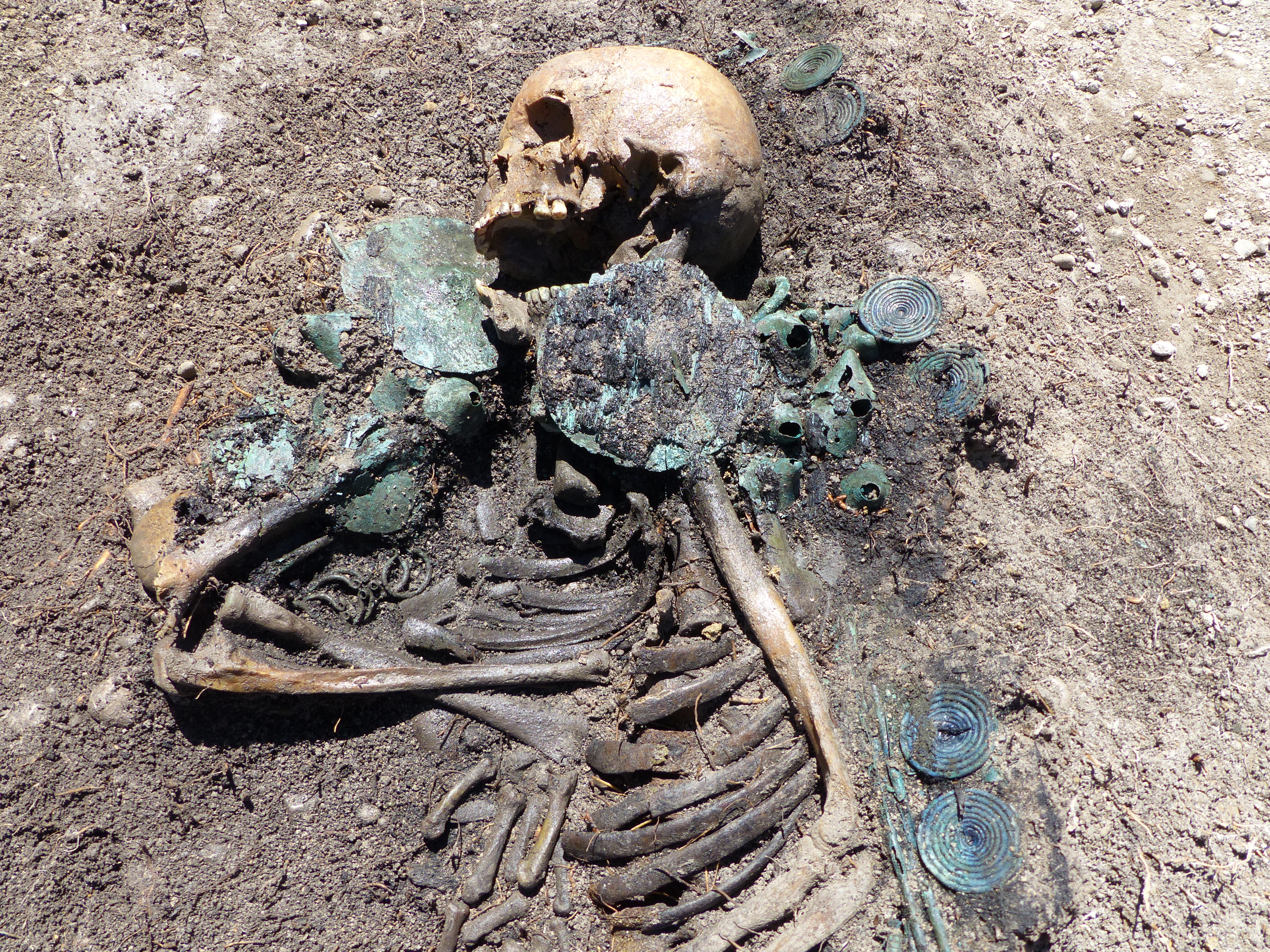
Grafvondst bij Jengen, volwassen vrouw, talrijke bronzen grafgiften

In de vroege Bronstijd en de IJzertijd was het gebied van de huidige gemeente reeds bewoond, zoals uit archeologisch onderzoek ter plaatse is gebleken. Wellicht was hier ooit een door Kelten gebruikte nederzetting of grafheuvel.
In de 11e of 12e eeuw wordt Jengen als Giengen voor het eerst in een document vermeld. In het gemeentegebied leefden in de middeleeuwen relatief veel vrije, dus niet horige boeren, met een grote vrijheidsdrang. Verscheidene van deze mannen namen deel aan en kwamen om in de Duitse Boerenoorlog van 1525. Ook werd Jengen in de Dertigjarige Oorlog (1618-1648) zwaar getroffen, mede door een pestepidemie. Tot 1803 behoorde Jengen tot het Prinsbisdom Augsburg.
Historische gebeurtenissen van belang in deze gemeente zijn verder, voor zover bekend, niet overgeleverd.

## Bezienswaardigheden
In de gemeente staan enige bezienswaardige dorpskerken, veelal met 18e-eeuws, barok of rococo interieur, zie onderstaande afbeeldingen.

## Afbeeldingen

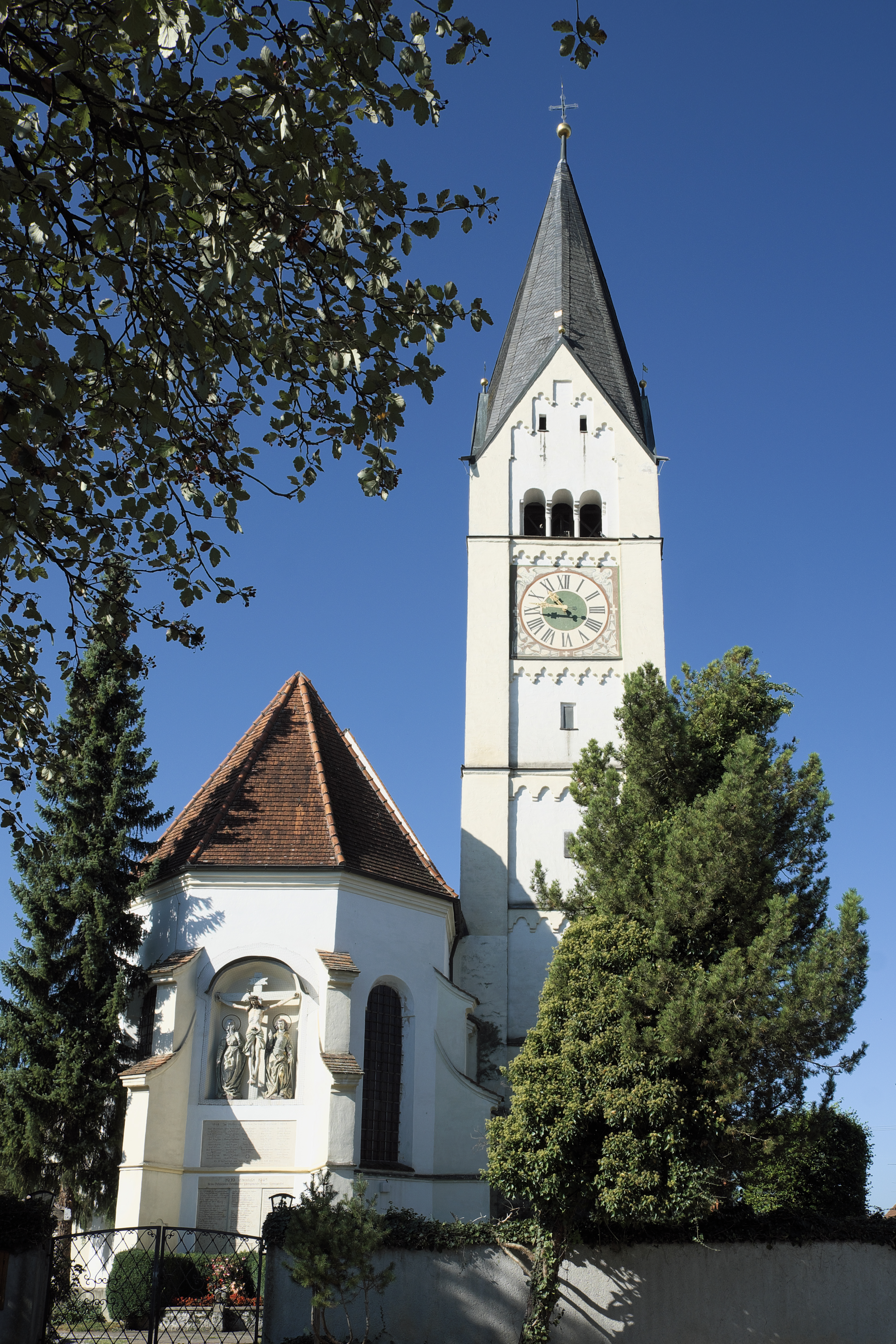
De St. Maartenskerk te Jengen
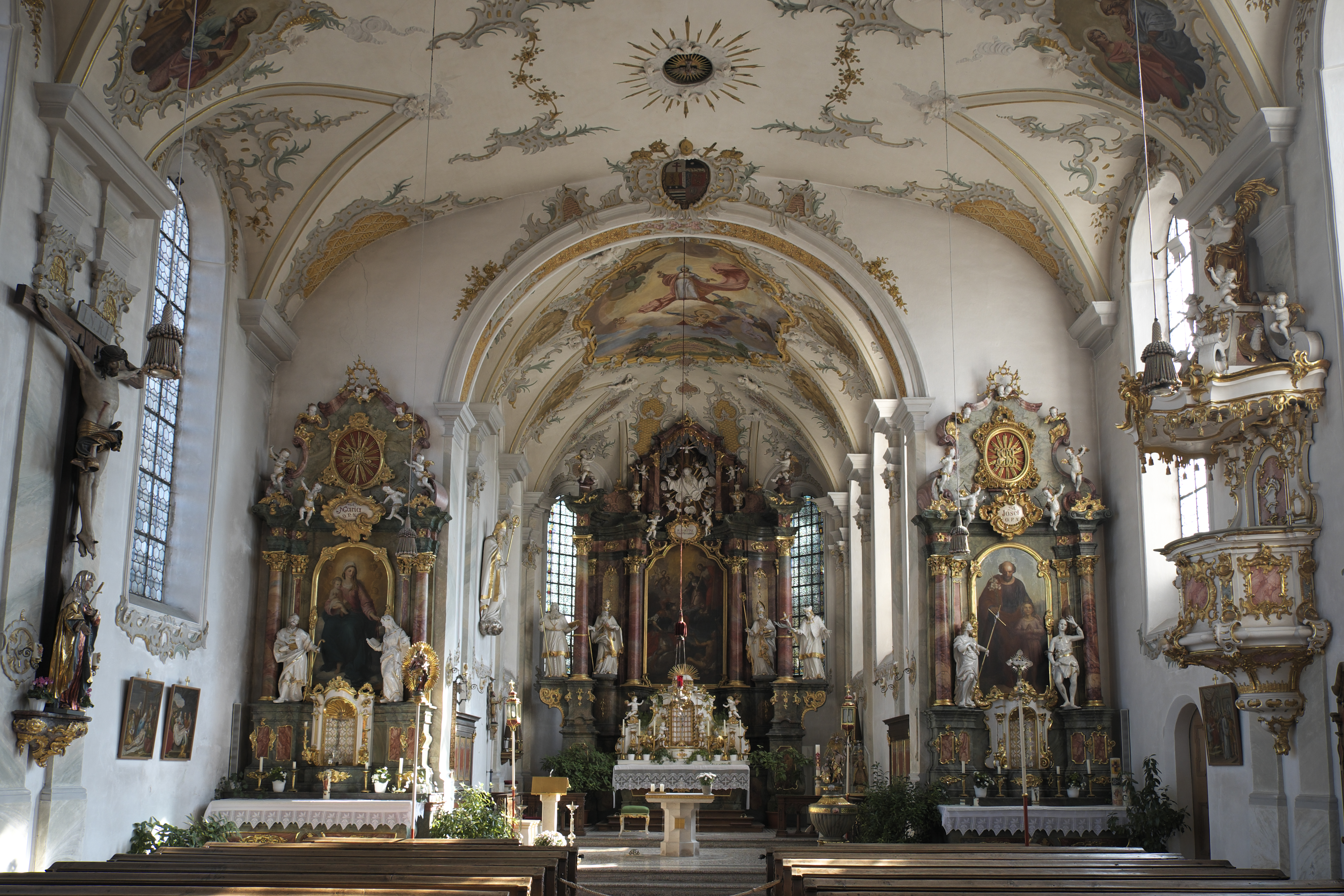
Het rijke, rococo-interieur van deze kerk
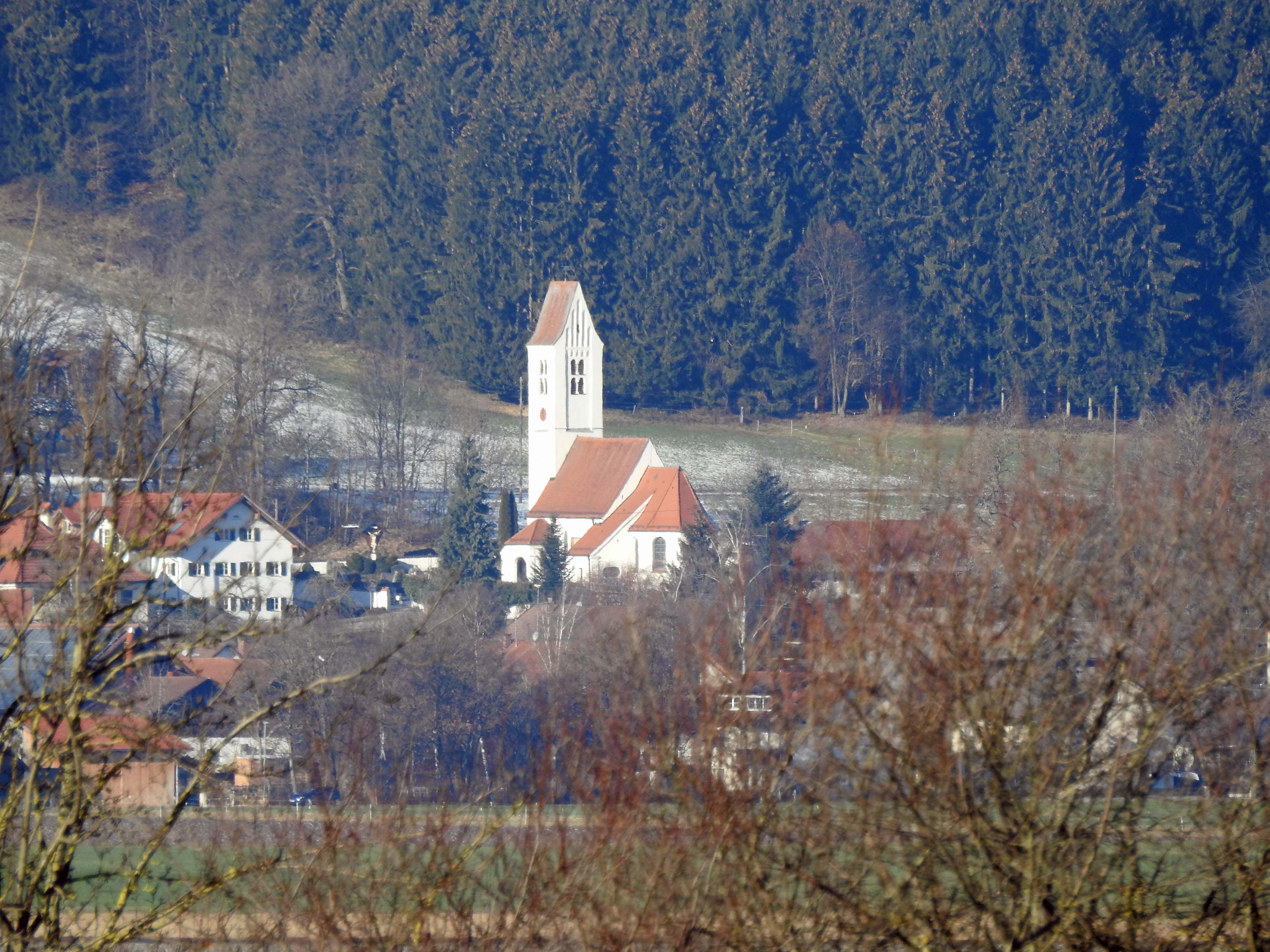
Het dorpje Beckstetten
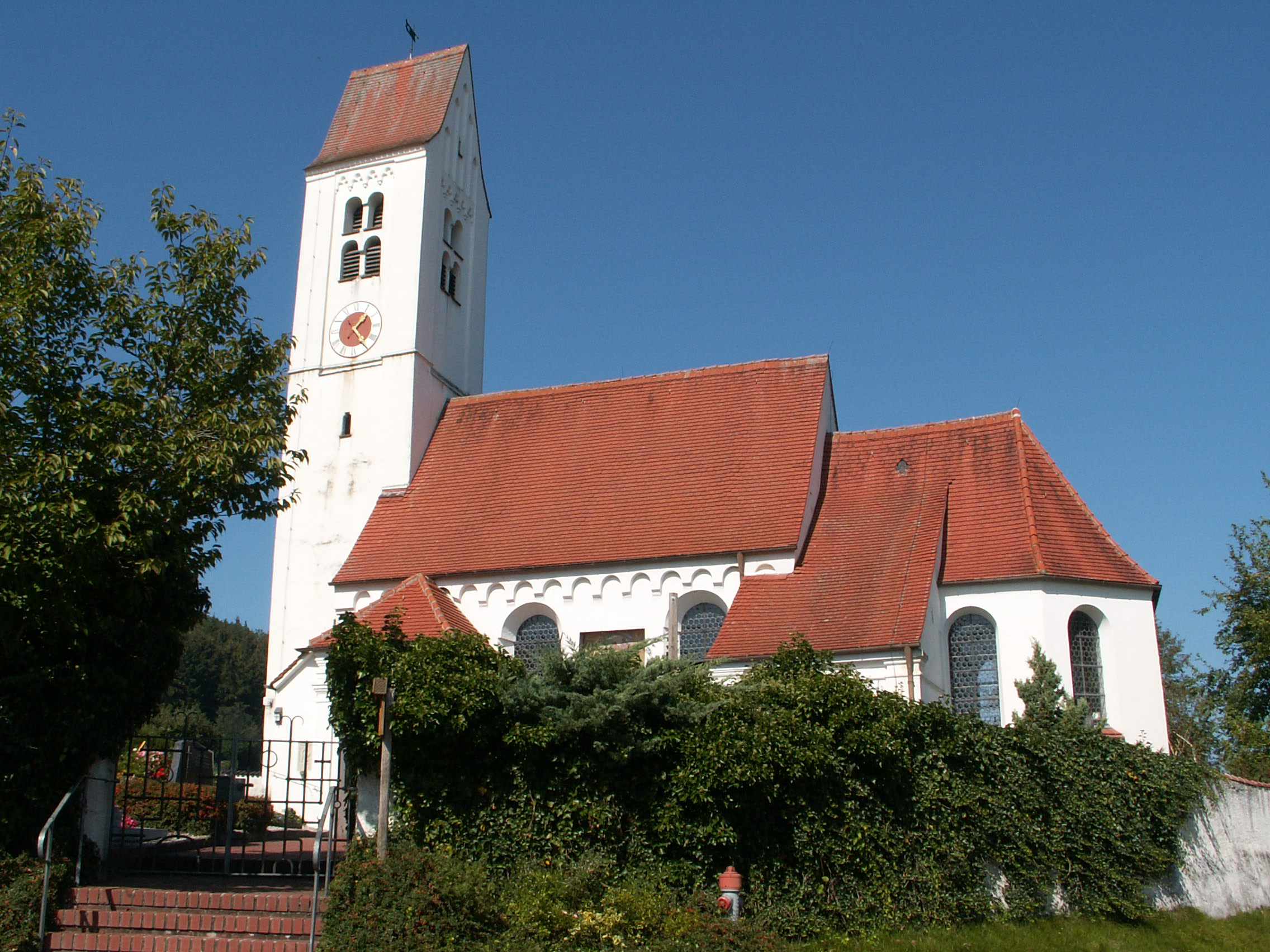
De St.-Agathakerk in dit dorp
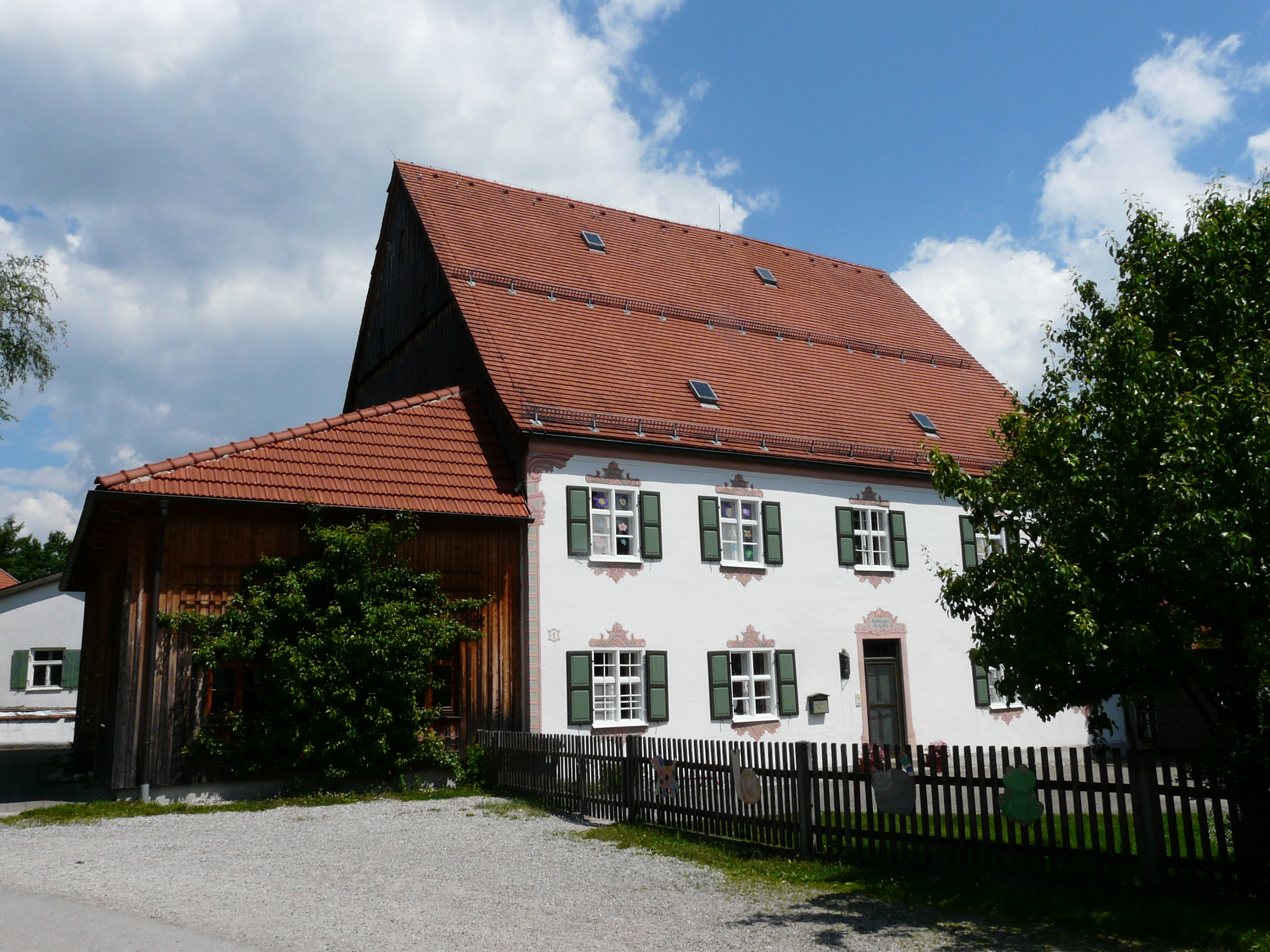
V.m. pastorie te Beckstetten, thans kleuterschool
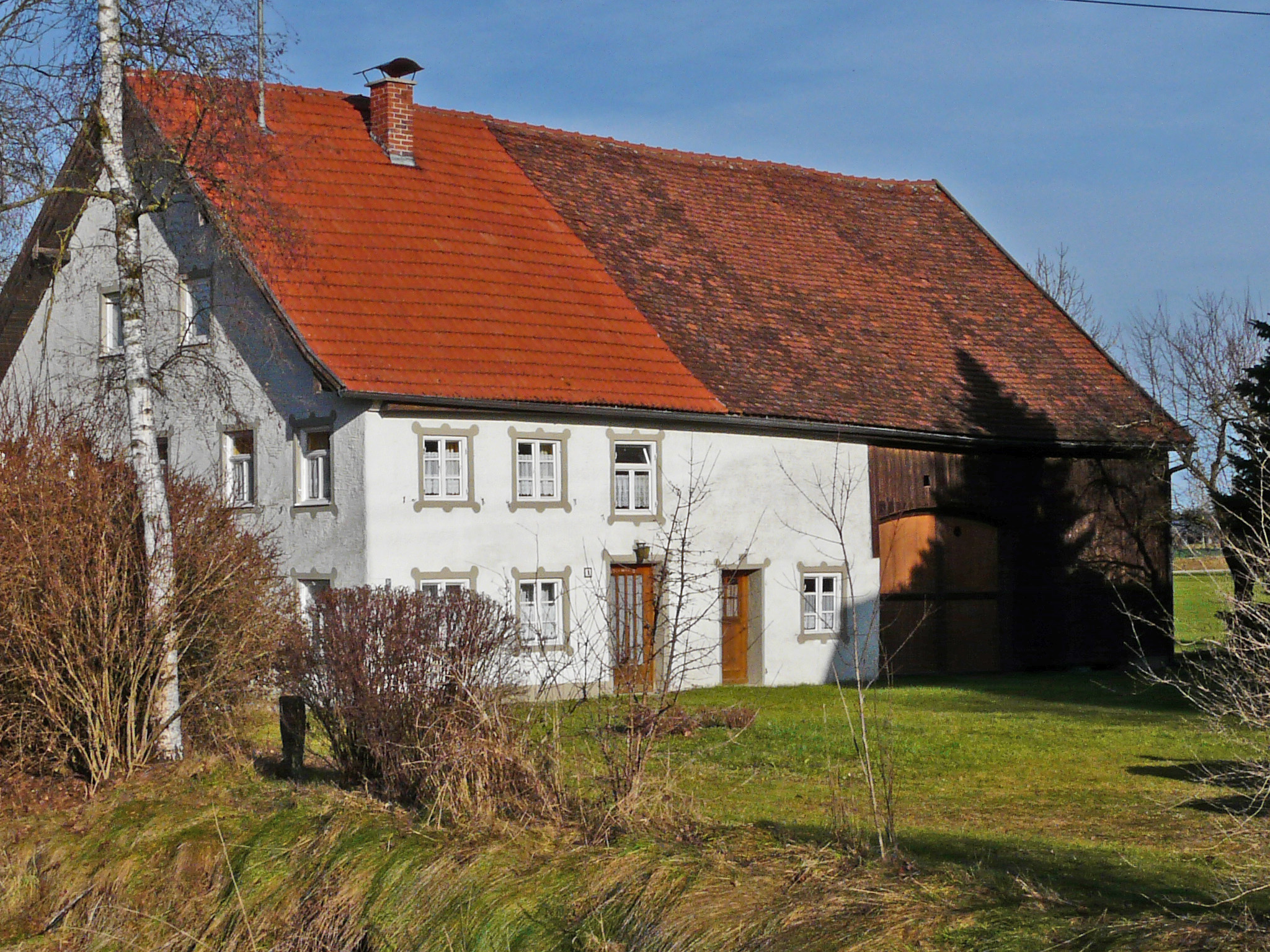
Voor de streek typerend boerenhuis te Jengen
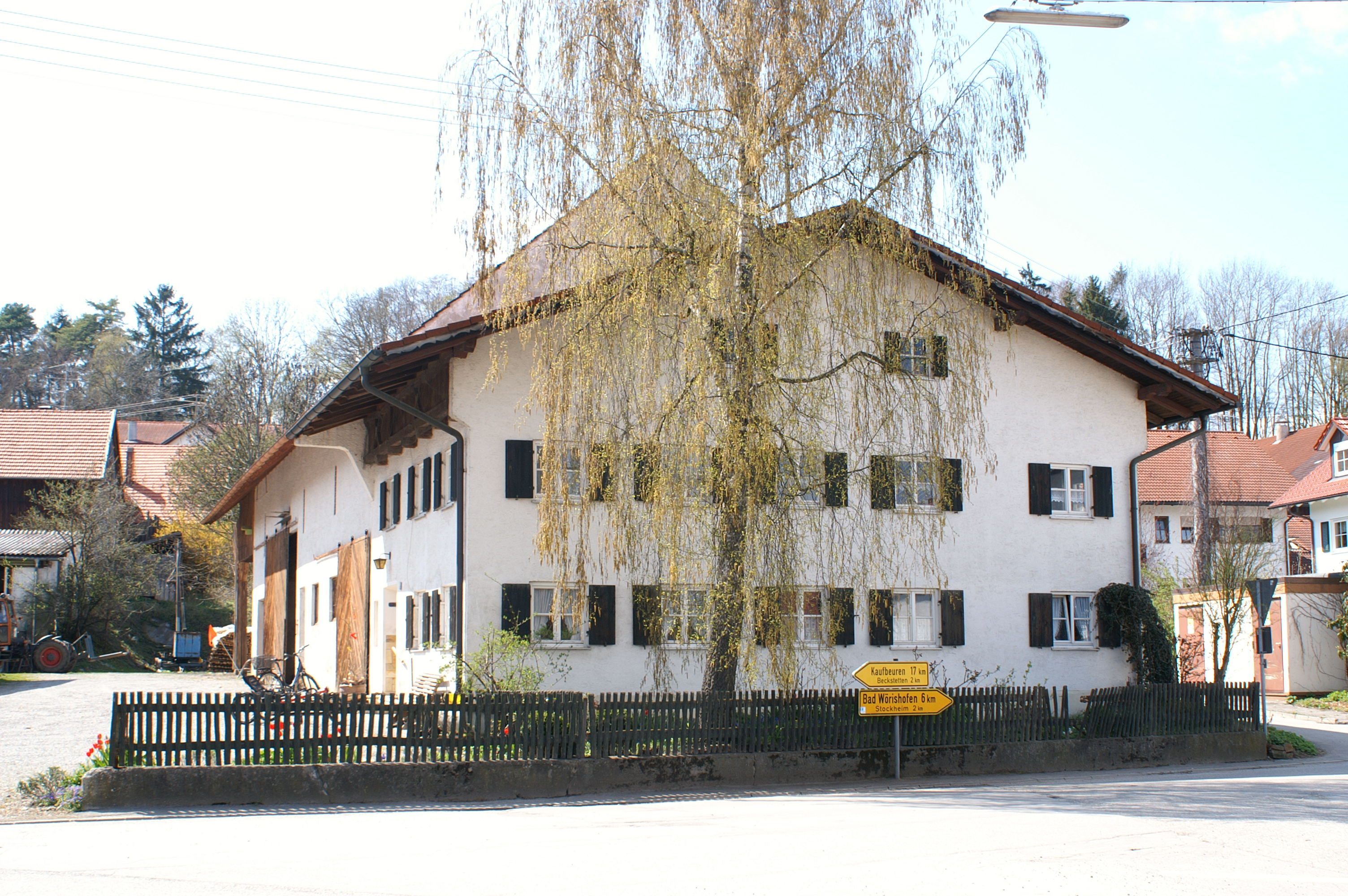
Voor de streek typerend boerenhuis te Weicht
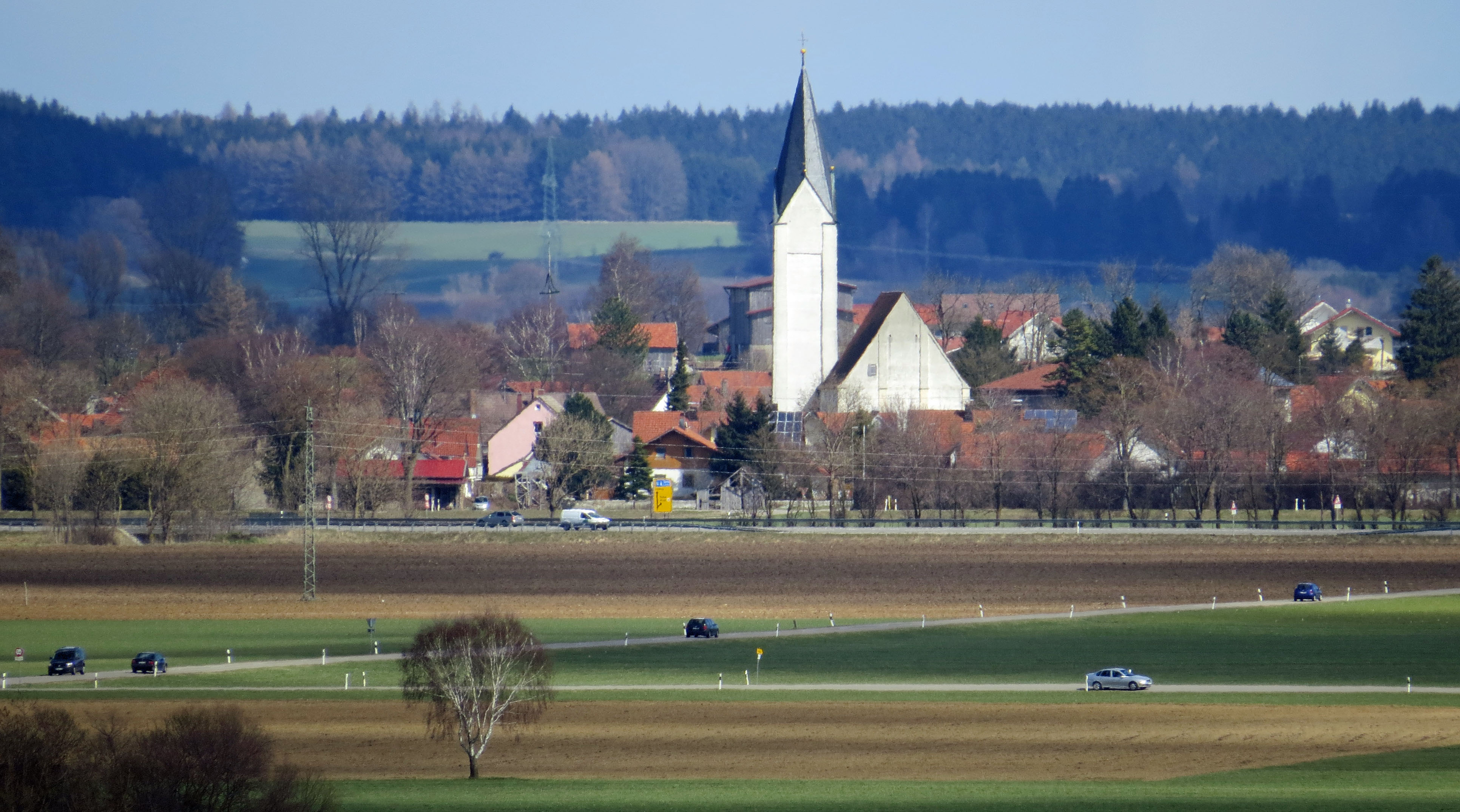
Jengen, gezien vanuit het westen
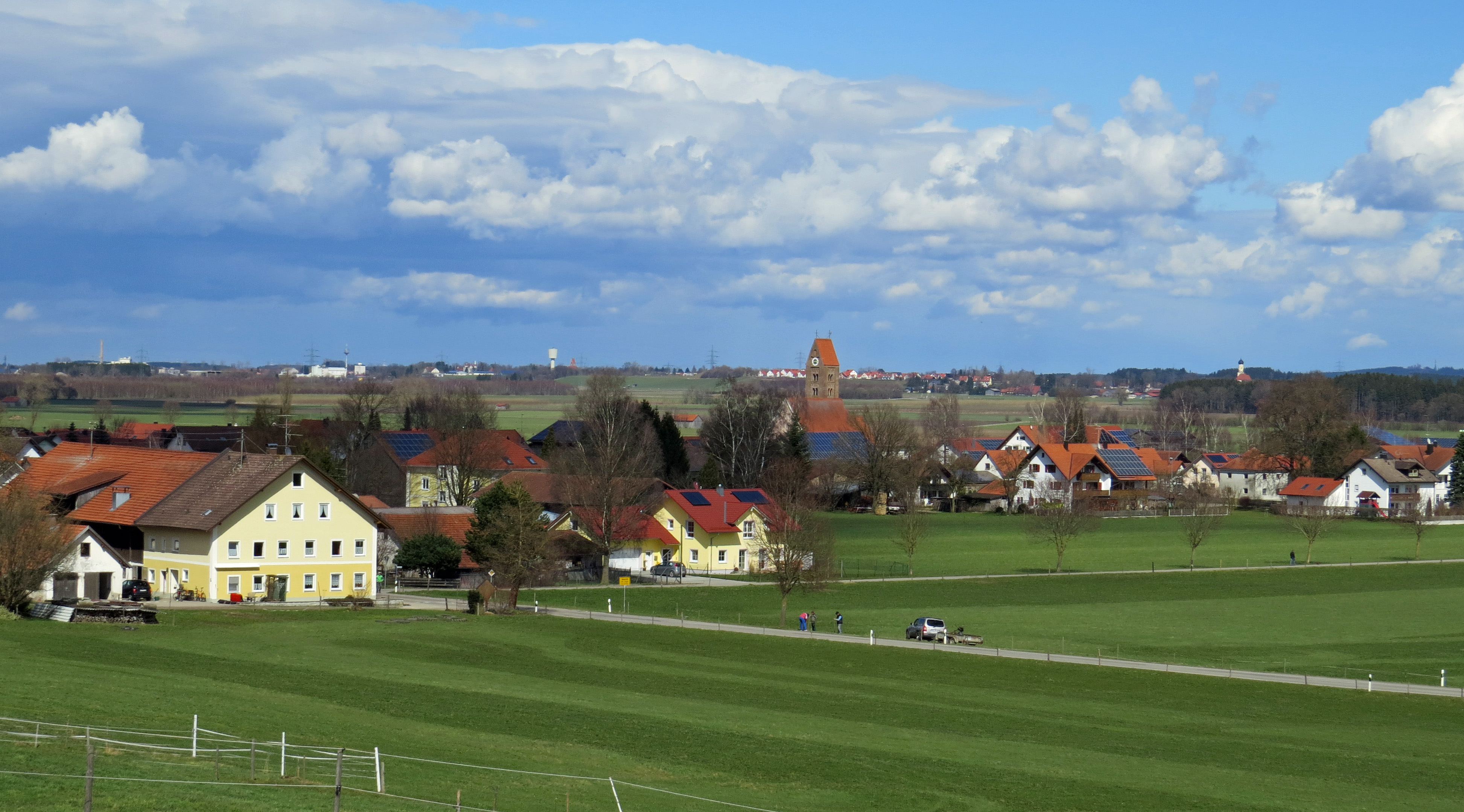
Het dorp Weicht
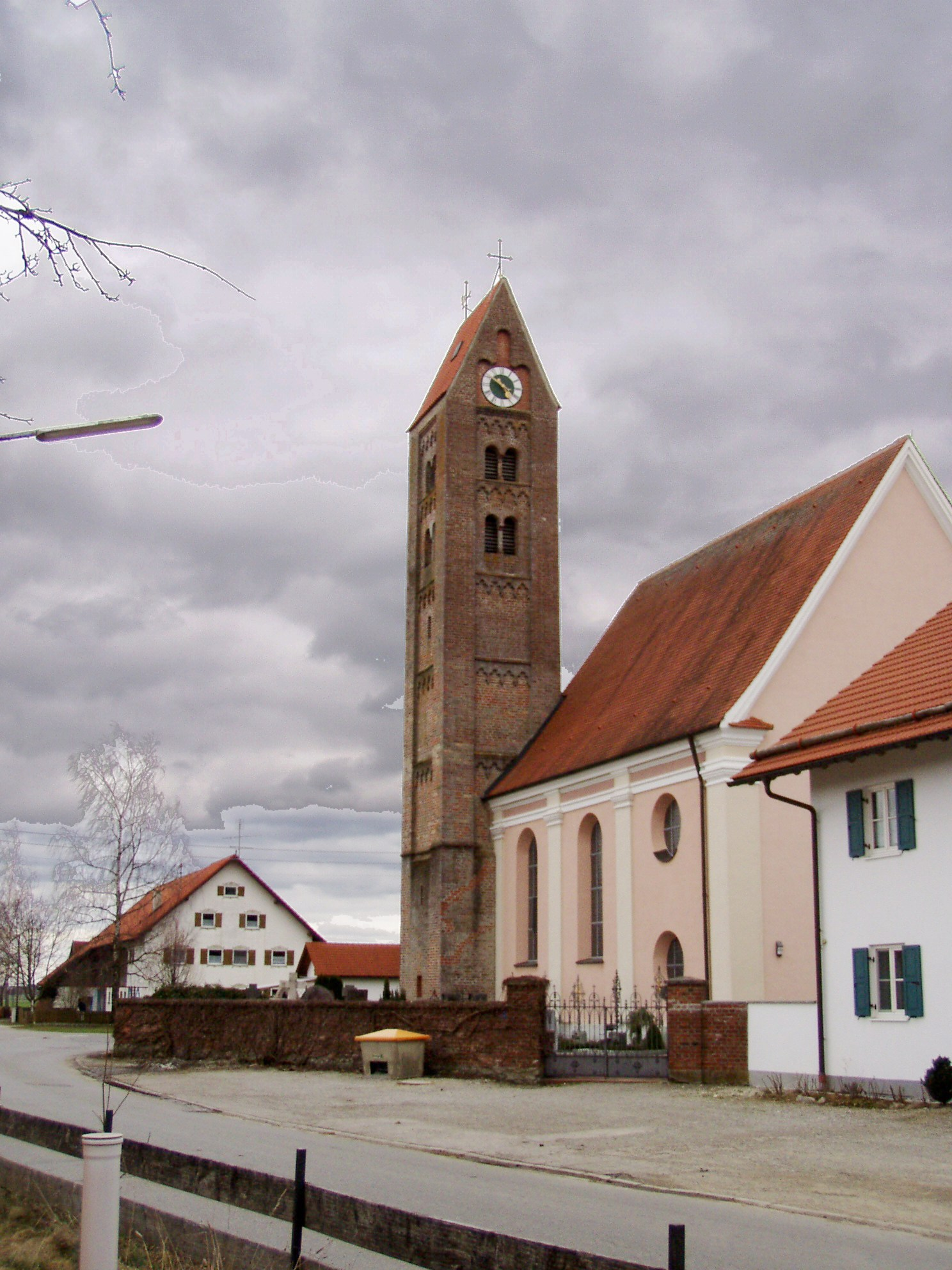
De St. Vituskerk in dit dorp
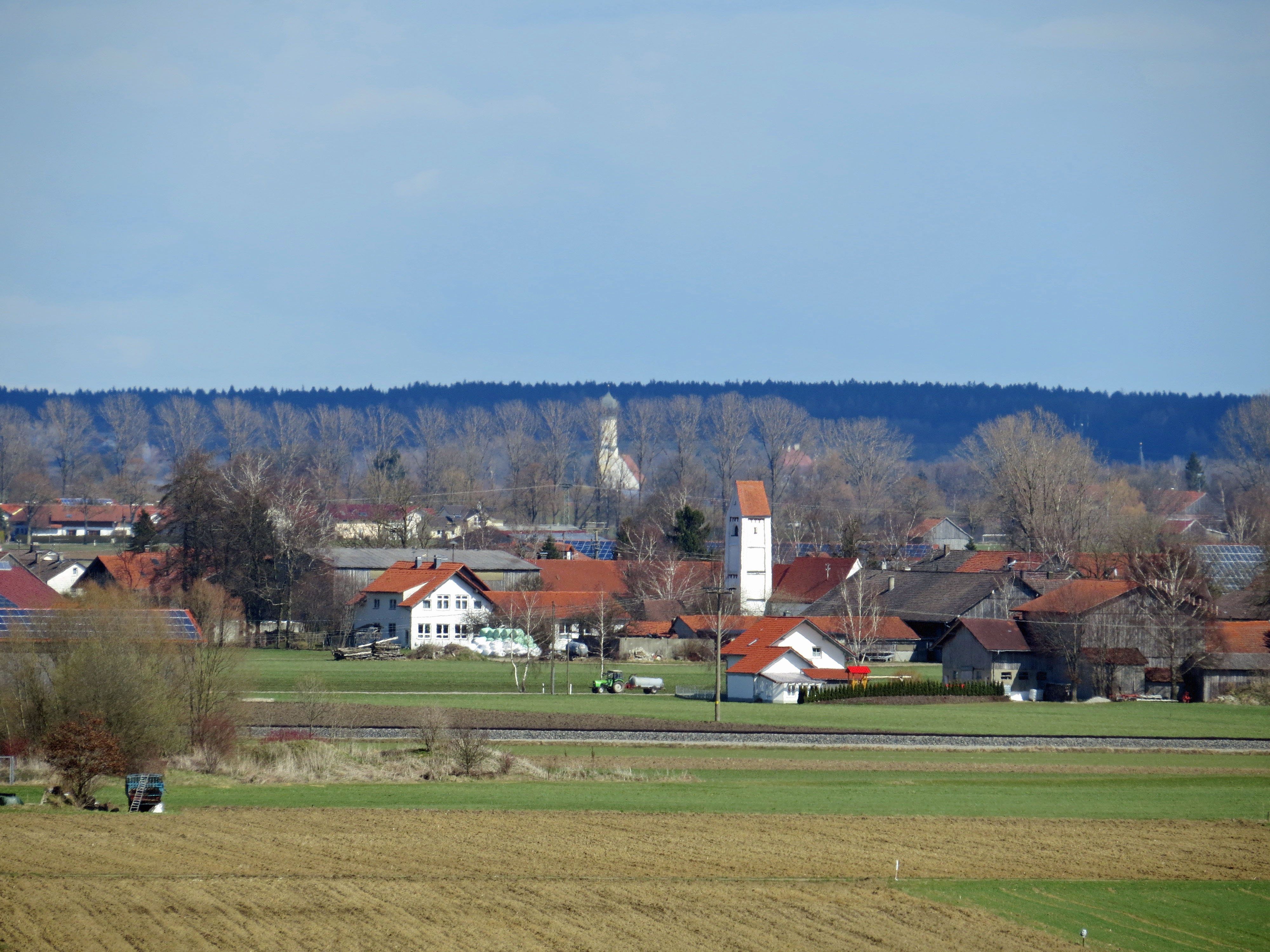
Het dorp Weinhausen
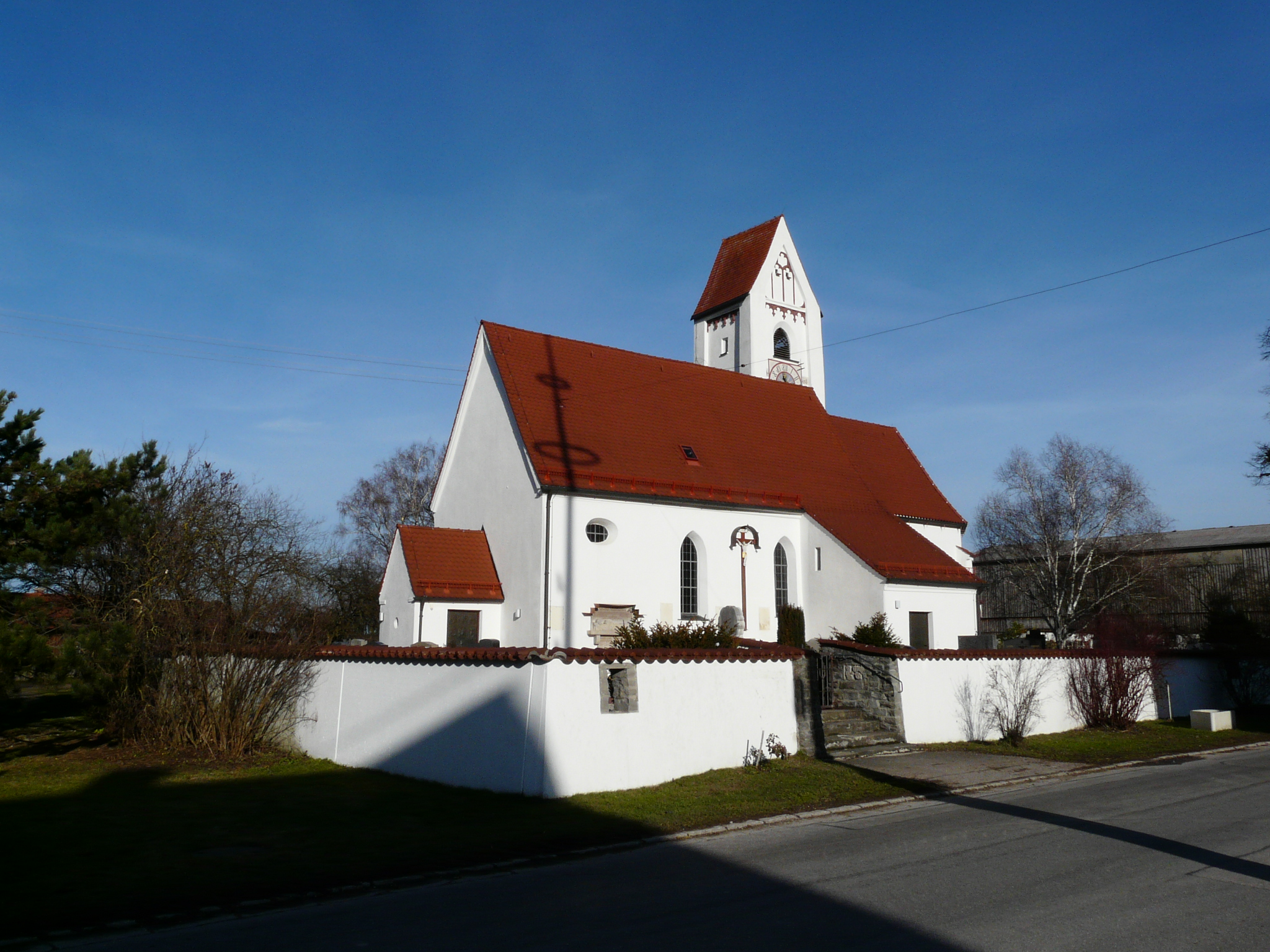
De st. Felicitaskerk in dit dorp
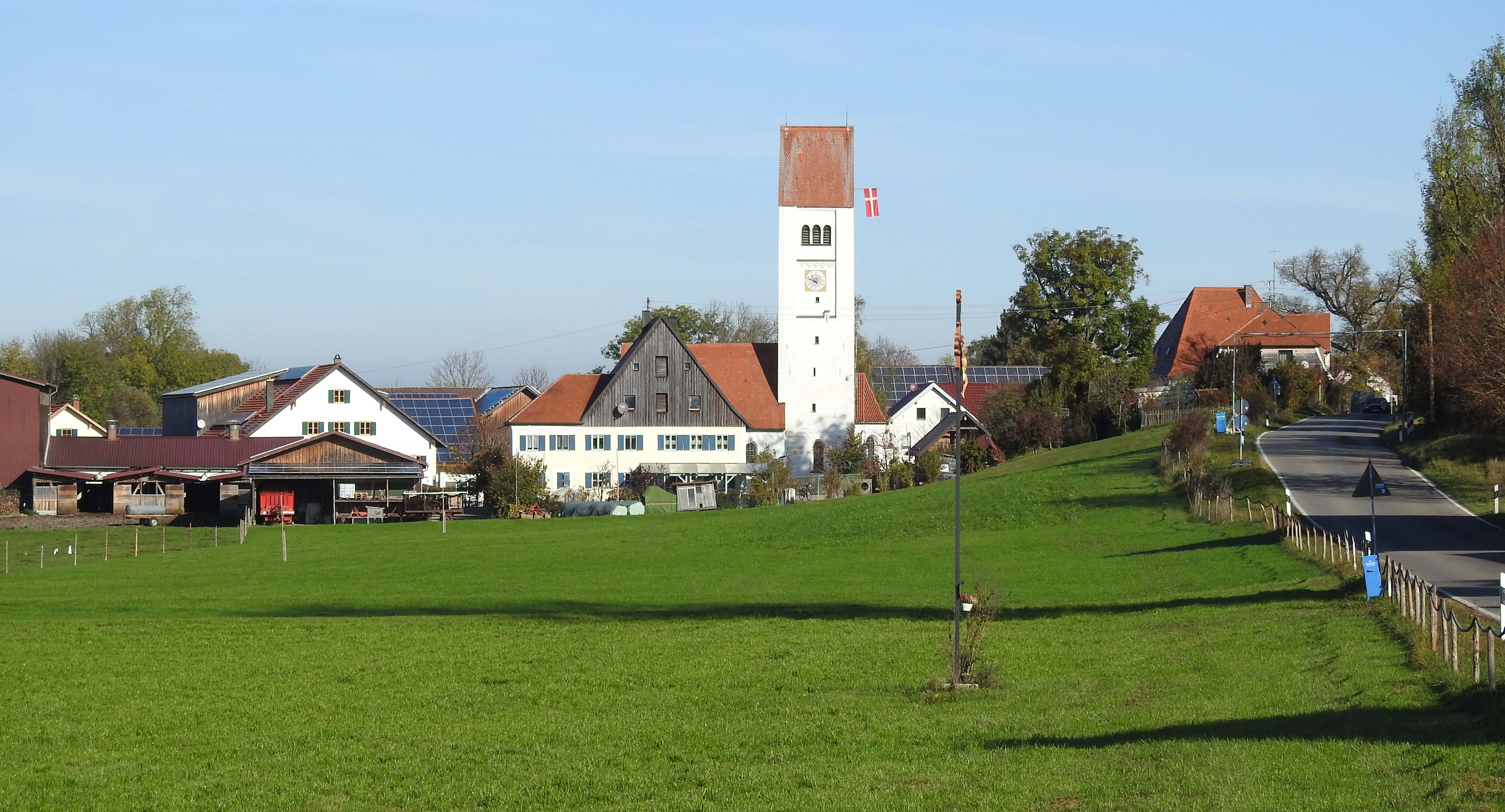
Het dorpje Eurishofen (2019)
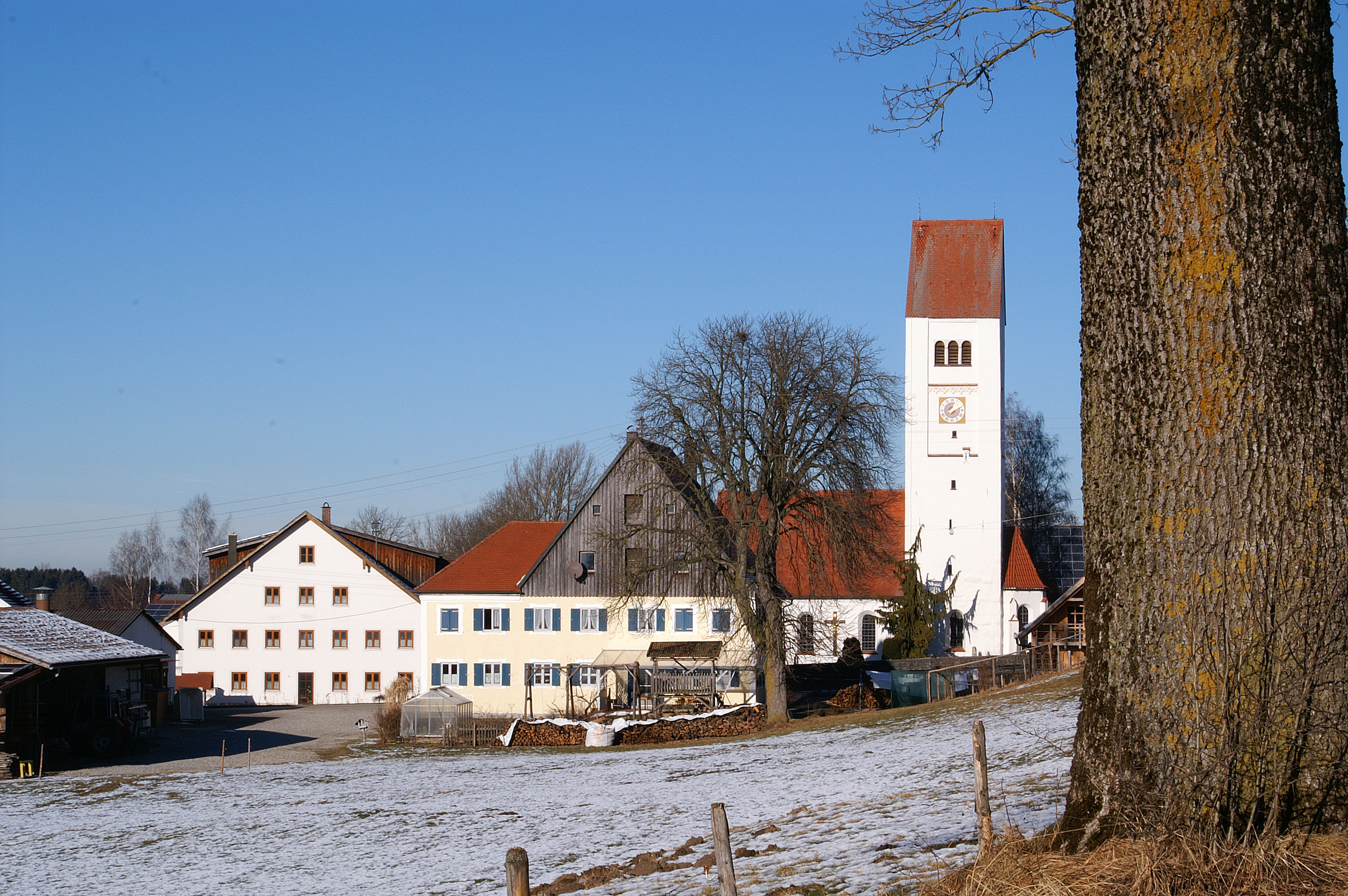
Gebouwen rondom de St. Dionysiuskerk aldaar
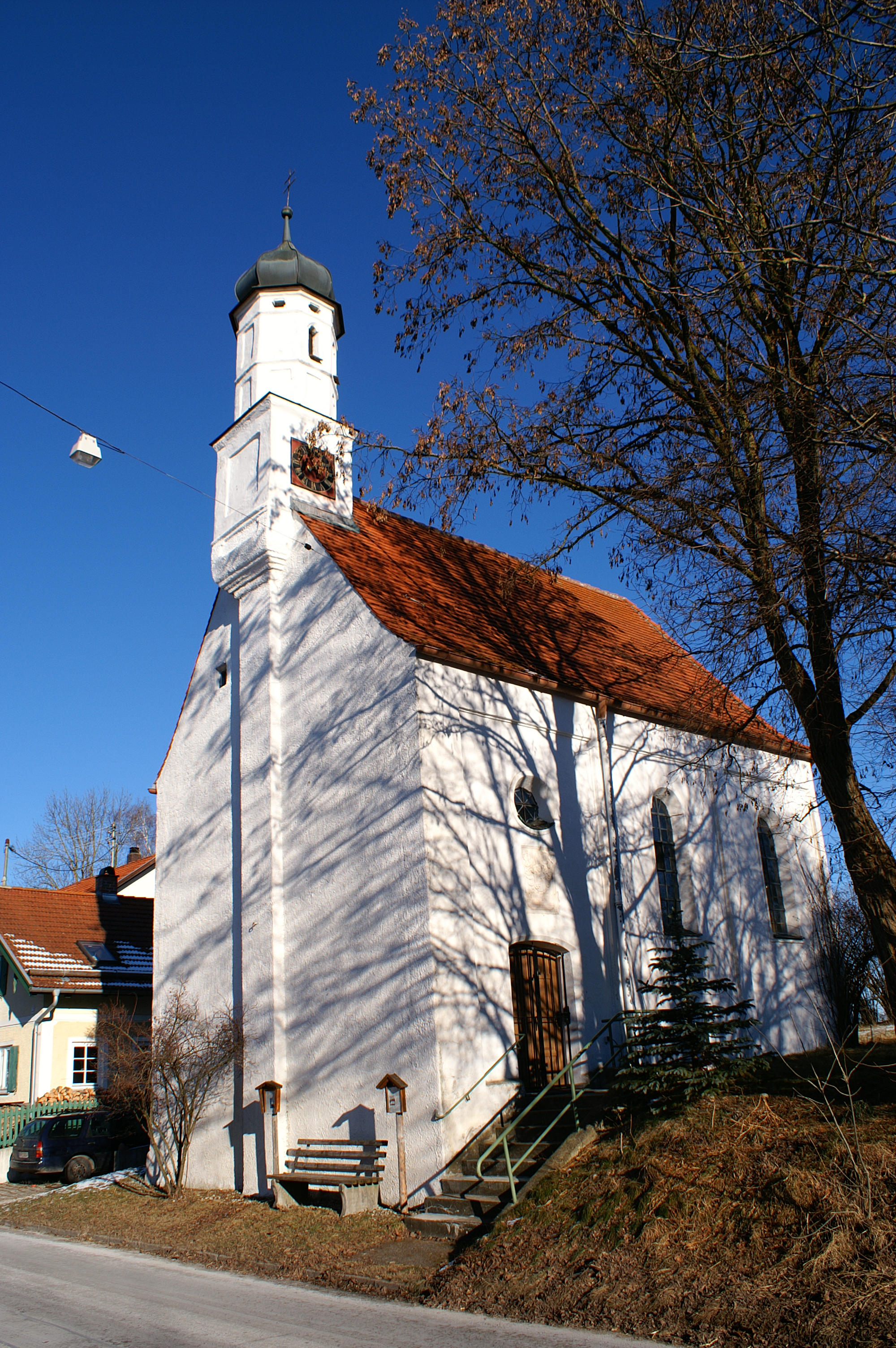
Ummenhofen, kapel St. Antonius van Padua (1685)

Aitrang ·
Baisweil ·
Bidingen ·
Biessenhofen ·
Buchloe ·
Eggenthal ·
Eisenberg ·
Friesenried ·
Füssen ·
Germaringen ·
Görisried ·
Günzach ·
Halblech ·
Hopferau ·
Irsee ·
Jengen ·
Kaltental ·
Kraftisried ·
Lamerdingen ·
Lechbruck a.See ·
Lengenwang ·
Marktoberdorf ·
Mauerstetten ·
Nesselwang ·
Obergünzburg ·
Oberostendorf ·
Osterzell ·
Pforzen ·
Pfronten ·
Rettenbach a.Auerberg ·
Rieden ·
Rieden am Forggensee ·
Ronsberg ·
Roßhaupten ·
Rückholz ·
Ruderatshofen ·
Schwangau ·
Seeg ·
Stötten a.Auerberg ·
Stöttwang ·
Unterthingau ·
Untrasried ·
Waal ·
Wald ·
Westendorf